# Rapala sthenas
Rapala sthenas är en fjärilsart som beskrevs av Hans Fruhstorfer 1911. Rapala sthenas ingår i släktet Rapala och familjen juvelvingar. Inga underarter finns listade.